# Courcelles-lès-Montbéliard
Courcelles-lès-Montbéliard – miejscowość i gmina we Francji, w regionie Burgundia-Franche-Comté, w departamencie Doubs.
Według danych na rok 1990 gminę zamieszkiwało 1025 osób, a gęstość zaludnienia wynosiła 427 osób/km² (wśród 1786 gmin Franche-Comté Courcelles-lès-Montbéliard plasuje się na 163. miejscu pod względem liczby ludności, natomiast pod względem powierzchni na miejscu 998.).